# Îles Terra Nova
Les îles Terra Nova sont deux îles fantômes qui avaient été localisées au large des côtes de l'Antarctique, dans la mer de Somov. Elles ont été signalées en 1961 lors d'une expédition polaire, puis recherchées vainement en 1989, avant d'être définitivement considérées comme inexistantes.

## La «découverte» en 1961
Le 8 mars 1961, l'explorateur polaire australien Phillip Law, qui dirige l'Australian National Antarctic Research Expeditions (ANARE) est à bord du navire de recherche Magga Dan. Il identifie deux îles à environ 25 kilomètres au nord de la pointe Williamson Head (en), dans la mer de Somov. Il décrit lui-même sa découverte : 

« J'ai pu prendre quelques relèvements intéressants le long de la côte et j'ai également découvert deux petites îles à environ 8 milles à l'ouest de la position du navire. Je les ai appelées les îles Terra Nova, d'après le navire de Pennell. »

Le nom de Terra Nova est donc attribué d'après le navire du même nom (du latin, Terre-Neuve) qui est le navire avec lequel Robert Falcon Scott mena son expédition en Antarctique entre 1910 et 1913, et à bord duquel le lieutenant Harry Pennell de la Royal Navy a découvert et cartographié différents objets géographiques en Antarctique.
Les îles sont ensuite répertoriées par le Comité australien des noms de l'Antarctique (en) qui reconnait officiellement cette dénomination. Les îles sont ensuite été répertoriées sur les cartes marines officielles de la région et intégrées dans des ouvrages de référence et des bases de données comme le Geographic Names Information System américain. Elles apparaissent également dans l'Antarctic pilot de la Royal Navy en 1974 (page 236) ainsi que dans l'ouvrage de référence Geographic Names of the Antarctic par Fred G. Alberts dans l'édition de 1981 avec le commentaire : « îles Terra Nova, 66° 53′ S, 157° 57′ E, deux petites îles situées au large de l'Antarctique, a environ 14 milles au nord de Williamson Head, aperçues par le Magga Dan le 8 mars 1961, par l'ANARE sous Philip Law ».

## Vaines recherches des îles en 1989
Une étude géologique des îles est prévue lors de la 5e expédition de la GANOVEX (en) de 1988-1989. Il est prévu que des géologues y atterrissent pour des prélèvements de roches. Le 23 février 1989, un télex est envoyé au Bundesanstalt für Geowissenschaften und Rohstoffe (de) (BGR) à Hanovre signalant leur impossibilité à identifier les îles à la position décrite. Les îles n'ont pu être trouvées ni par l'hélicoptère, ni par le navire de recherche Polar Queen, qui s'est approché à moins de deux milles nautiques des coordonnées des îles. Un autre vol de reconnaissance au-dessus d'une zone plus vaste n'a pas non plus permis d'en savoir plus, alors que d'autres îles répertoriées à cet endroit, comme les plus petites île de l'Aviateur et l'île Babouchkine, étaient clairement identifiables.
La position de l'île est balayée avec le sondeur du navire de l'expédition. Des profondeurs d'eau de 170-355 m sont relevées dans la zone supposée des îles Terra Nova. Les expéditions ultérieures GANOVEX VII et GANOVEX VIII, confirmèrent que les iles n'existent pas, même dans un périmètre plus large que la position indiquée. Elles n'ont donc pas été reprises sur la carte géologique 1:250000 de cette région.